# Середньосибірська плита
Середньосибірська плита — частина древньої Сибірської платформи, покрита осадовим чохлом . 
Розташована між річками Єнісей і Лена. 
Основні структурні елементи Середньосибірської плити: Анабарська, Байкальська і Непсько-Ботуобінська (Центрально-Сибірська) антеклізи, Тунгуська, Кансько-Тасіївська, Ангаро-Ленська і Вілюйська синеклізи. 
У межах плити є 2 виступи фундаменту: Анабарський і Оленекський масиви. У фундамент врізані рифтогенні прогини-авлакогени, заповнені рифейськими відкладами, початок накопичення яких — венд. 
У ранньому і середньому кембрії поряд з поширеними карбонатними породами на південному заході плити нагромадилася могутня соленосна товща — кам'яна і калійні солі; у верхньому кембрії, ордовику і силурі розвинені мілководні і лагунні теригенно-карбонатні осади. Перед девоном і в девоні в області Середньосибірської плити відбулася значна тектоно-магматична активізація: у Ангаро-Ленському прогині під впливом рухів у суміжній Байкальській гірській області виникла система лінійних складок з соляними ядрами в антикліналях; на сході був сформований складний Вілюйський авлакоген (палеорифт); його формування супроводжувалося виливами лужних базальтів, на північному сході утворювалася основна маса алмазоносних кімберлітових трубок; на півдні — сілли діабазів. Девонські теригенно-карбонатні відклади накопичувалися в лагунно-морських умовах; серед них відомі солі — у Вілюйському авлакогені й на півночі, у пониззі Хатанги. B ранньому карбоні морські умови збереглися лише на північному заході, і до середини карбону вся площа Середньосибірської плити перетворилася в область розмиву або нагромадження континентальних осадів. Основною областю останнього стала Тунгуська синекліза на північному заході Середньосибірської плити (Тунгуський вугільний басейн); процес осадонакопичення тривав у пізньому карбоні й пермі, a наприкінці пермі почався потужний прояв траппового магматизму, що досяг кульмінації в ранньому тріасі. Утворилися покриви платобазальтів і їх туфів, сілли долеритів, інтрузивні тіла габро-діабазів, a на східній периферії синеклізи й схилі Анабарської антеклізи сформувався Маймеча-Котуйський комплекс кільцевих лужних-ультраосновних плутонів. Весь інший період у мезозої більша частина Середньосибірської плити залишалася сушею. Лише на сході, на місці Вілюйського авлакогену, у пізньому палеозої й мезозої утворювалася однойменна синекліза, на крайньому півночі — Єнісей-Хатангський прогин, a у юрі на південно-західному краю платформи, перед Східним Саяном — Іркутський вугільний басейн. 
В межах Середньосибірської плити є поклади вугілля (Тунгуський та Іркутський вугільні басейни), нафти і газу, кам'яна і калійні солі, інш.